# L'immagine-movimento. Cinema 1
L'immagine-movimento. Cinema 1 (titolo originale francese Cinéma 1. L'Image-mouvement) è un libro del 1983 del filosofo francese Gilles Deleuze: combina la filosofia con la critica cinematografica. Pubblicato in origine da Les Éditions de Minuit, fu tradotto in italiano da Jean-Paul Manganaro ed edito dalla Ubulibri nel 1984. Nella prefazione all'edizione francese - presente anche in quella italiana - Deleuze affermava che «Questo studio non è una storia del cinema. È una tassonomia, un tentativo di classificazione delle immagini e dei segni», riconoscendo poi le influenze su questo libro del pragmatista americano Charles Sanders Peirce e del filosofo francese Henri Bergson. I saggi contenuti vanno dal periodo del cinema muto agli anni '70, includendo il lavoro di autori come D. W. Griffith, Abel Gance, Erich von Stroheim, Charlie Chaplin, Sergej Ėjzenštejn, Luis Buñuel, Howard Hawks, Robert Bresson, Jean-Luc Godard, Sidney Lumet, Robert Altman; fra gli italiani Roberto Rossellini, Michelangelo Antonioni, Pier Paolo Pasolini. Al primo volume ne seguì un secondo nel 1985, dal titolo Cinéma 2, L'Image-temps e pubblicato in lingua italiana nel maggio del 1989 con il titolo L'immagine-tempo. Cinema 2. In ambedue i libri la cinematografia viene teorizzata usando concetti quali tempo, movimento e vita.